# Caesalpinia pannosa
Caesalpinia pannosa är en ärtväxtart som beskrevs av Townshend Stith Brandegee. Caesalpinia pannosa ingår i släktet Caesalpinia och familjen ärtväxter. Inga underarter finns listade i Catalogue of Life.